# Snižne
Snižne (in ucraino Сніжне?) o Snežnoe (in russo Снежное?) è de iure una città dell'Ucraina orientale, situata nell'oblast' di Donec'k della regione storica del Donbass, di circa 60.000 abitanti, ma dall'aprìle 2014 è de facto parte della Repubblica Popolare di Doneck a sostegno della Russia. Fino al 1864 si chiamava Vasil’evka.